# Média de corridas limpas
Nas estatísticas do beisebol, média de corridas limpas (ERA; earned run average) é a média de corridas limpas cedidas por um arremessador por nove entradas arremessadas.
{\displaystyle \mathrm {ERA} =9\cdot {\frac {\mathrm {ER} }{\mathrm {IP} }}}